# Electricity Supply Board
Electricity Supply Board (in irlandese: Bord Soláthair an Leictreachais), meglio nota attraverso l'acronimo ESB, è un'azienda statale irlandese attiva nel settore energetico attraverso la produzione, trasmissione e distribuzione di energia elettrica.
Fu fondata nel 1927 con l'approvazione dell'Electricity (Supply) Act, 1927 da parte del governo dello Stato Libero d'Irlanda in seguito alla realizzazione della diga di Ardnacrusha sul fiume Shannon. È controllata dal governo irlandese tramite il Dipartimento dell'ambiente, del clima e delle comunicazioni al 95% mentre la rimanente percentuale è detenuta dai dipendenti attraverso l'Employee Share Ownership Trust.